# عملیات مداک پاکت
عملیات مداک پاکت (کرواتی: Medački džep) عملیاتی بود که توسط ارتش کرواسی در ۹-۱۷ سپتامبر ۱۹۹۳ و در جنوب شهر گسپیچ، لیکا و سپس در مناطق تحت‌کنترل جمهوری صرب کراینا صورت گرفت.
این عملیات تهاجمی موجب خارج شدن نیروهای شورشی صرب پس از چندین روز نبرد شد.این عملیات پس از دخالت نیروهای صلح سازمان ملل و درگیر شدن نیروهای ارتشی با آن‌ها پایان یافت.